# Edurne
Edurne García Almagro (Collado Villalba, 22 december 1985) is een Spaans zangeres.

## Biografie
Edurne raakte bekend in eigen land dankzij haar deelname aan Operación Triunfo in 2005. Een jaar later bracht ze haar eerste album uit. In januari 2015 raakte bekend dat Televisión Española Edurne intern had geselecteerd om Spanje te vertegenwoordigen op het Eurovisiesongfestival 2015. In de Oostenrijkse hoofdstad Wenen bracht ze het Spaanse nummer Amanecer ten gehore en haalde er de 21ste plaats op 27 deelnemers mee.

## Privé
Edurne heeft een relatie met Fiorentina-doelman David de Gea.

## Discografie

### Singles
| Single met hitnotering(en) in de Vlaamse Ultratop 50 | Datum van verschijnen | Datum van binnenkomst | Hoogste positie | Aantal weken | Opmerkingen                          |
| ---------------------------------------------------- | --------------------- | --------------------- | --------------- | ------------ | ------------------------------------ |
| Amanecer                                             | 2015                  | 30-05-2015            | tip65*          |              | Inzending Eurovisiesongfestival 2015 |